# セルジオ・パリセ
セルジオ・パリセ（Sergio Parisse、1983年9月12日 - ）は、イタリアのラグビーユニオン選手である。ポジションはナンバーエイト(No.8)。2008年にはイタリア人として初めてIRB年間優秀選手にノミネートされた

## 来歴
アルゼンチン・ブエノスアイレスにてイタリア人の両親から生まれる。父はラクイラの元ラグビー選手。
ブエノスアイレス州ラプラタのクラブチームでラグビーを始める。17歳で祖国イタリアに移住、18歳でイタリア代表初キャップ、トレヴィーゾでプロデビュー。
2005年、フランスの強豪スタッド・フランセに移籍。
2008年、IRB年間優秀選手にノミネート。
2011年ワールドカップでイタリア代表主将を務める。
2019年、RCトゥーロンに移籍。